# 1996年夏季残疾人奥林匹克运动会阿塞拜疆代表团
1996年夏季残疾人奥林匹克运动会阿塞拜疆代表团是阿塞拜疆派出的1996年夏季残疾人奥林匹克运动会代表团。未获得奖牌。